# Peter Kauzer
Peter Kauzer (Trbovlje, 8 de septiembre de 1983) es un deportista esloveno que compite en piragüismo en la modalidad de eslalon.
Participó en cuatro Juegos Olímpicos de Verano, entre los años 2008 y 2020, obteniendo una medalla de plata en Río de Janeiro 2016, en la prueba de K1 individual, y el sexto lugar en Londres 2012, en la misma prueba.
Ganó seis medallas en el Campeonato Mundial de Piragüismo en Eslalon entre los años 2005 y 2021, y trece medallas en el Campeonato Europeo de Piragüismo en Eslalon entre los años 2005 y 2021.

## Palmarés internacional
| Juegos Olímpicos   | Juegos Olímpicos                 | Juegos Olímpicos  | Juegos Olímpicos |
| Año                | Lugar                            | Medalla           | Competición      |
| ------------------ | -------------------------------- | ----------------- | ---------------- |
| 2016               | Río de Janeiro (Brasil)          | Medalla de plata  | K1 individual    |
| Campeonato Mundial |                                  |                   |                  |
| Año                | Lugar                            | Medalla           | Competición      |
| 2005               | Penrith (Australia)              | Medalla de bronce | K1 por equipos   |
| 2009               | Seo de Urgel (España)            | Medalla de oro    | K1 individual    |
| 2011               | Bratislava (Eslovaquia)          | Medalla de oro    | K1 individual    |
| 2017               | Pau (Francia)                    | Medalla de bronce | K1 individual    |
| 2017               | Pau (Francia)                    | Medalla de bronce | K1 por equipos   |
| 2021               | Bratislava (Eslovaquia)          | Medalla de bronce | K1 por equipos   |
| Campeonato Europeo |                                  |                   |                  |
| Año                | Lugar                            | Medalla           | Competición      |
| 2005               | Tacen (Eslovenia)                | Medalla de oro    | K1 por equipos   |
| 2005               | Tacen (Eslovenia)                | Medalla de plata  | K1 individual    |
| 2006               | L'Argentière-la-Bessée (Francia) | Medalla de oro    | K1 por equipos   |
| 2007               | Liptovský Mikuláš (Eslovaquia)   | Medalla de oro    | K1 por equipos   |
| 2007               | Liptovský Mikuláš (Eslovaquia)   | Medalla de plata  | K1 individual    |
| 2010               | Bratislava (Eslovaquia)          | Medalla de oro    | K1 individual    |
| 2010               | Bratislava (Eslovaquia)          | Medalla de bronce | K1 por equipos   |
| 2011               | Seo de Urgel (España)            | Medalla de oro    | K1 por equipos   |
| 2018               | Praga (República Checa)          | Medalla de oro    | K1 individual    |
| 2018               | Praga (República Checa)          | Medalla de bronce | K1 por equipos   |
| 2019               | Pau (Francia)                    | Medalla de plata  | K1 por equipos   |
| 2020               | Praga (República Checa)          | Medalla de plata  | K1 individual    |
| 2021               | Ivrea (Italia)                   | Medalla de bronce | K1 individual    |